# King Baggot
King Baggot (Saint Louis (Missouri), 7 de novembre de 1879 - Los Angeles, Califòrnia, 11 de juliol de 1948) va ser un prolífic actor, guionista i productor estatunidenc, principalment del cinema mut.
Per al públic del segle xxi, l'actor King Baggot és un desconegut, malgrat que va aparèixer en una quantitat sorprenent de pel·lícules i fou un dels primers galants del cinema mut als Estats Units. Si hom si fixa una mica, es pot veure en alguns dels films clàssics deHollywood, des de"The Philadelphia Story" (1940) a "Bud Abbott and Lou Costello in Hollywood" (1945) o "The Postman Always Rings Twice" (1946). Però la majoria de les seves més de 300 aparicions en el cinema foren rols secundaris, petits papers, o que fins i tot no apareixien en els crèdits. La seva carrera va caure de forma fulminant a mesura que s'implantà el cinema sonor, i King passà de ser una super-estrella de la pantalla muda a un extra oblidat.
Fill d'un inversor immobiliari de St. Louis, Baggot es mudà a Nova York i a Broadway amb la intenció de fer carrera en el teatre, cosa que aconseguí breument, sobre tot en el paper principal de l'obra "More to be pitied (than scorned)". Altres obres en les que participar foren “Salomy Jane”, “Mrs. Wiggs” o “The Bishop’s Carriage”. Després Baggot fou contractat IMP Studios (embrió d'Universal Studios) i debutà en el cinema amb Love's Stratagem el 1909 fent parella amb Florence Lawrence amb la que formaria la primera “parella ideal” de la història del cinema dels Estats Units. Seguí actuant en films d'acció i clàssics, i protagonitzà Ivanhoe (1913). Baggot també fou promocionat per l'estudi, fet inusual en l'època, un signe inicial del que arribarien a ser les promocions estel·lars. Destacà per la seva capacitat per a interpretar personatges múltiples, com el seu doble rol a Dr. Jekyll and Mr Hyde el 1913, i més tard en deu rols diferents a Shadows (1914).
En la seva maduresa se centrà en la direcció i co-dirigí el western, Tumbleweeds (1925) amb William S. Hart. El secret la increïble quantitat d'aparicions cinematogràfiques de Baggot es remunta al 1933, quan es convertí en una de les estrelles del cinema mut premiades per l'estudi MGM amb un contracte vitalici.

## Filmografia seleccionada

### Actor de cinema mut
- Love's Stratagem (1909).
- The Broken Oath (1910)
- The Better Way (1911)
- Sweet Memories (1911)
- In the Sultan's Garden (1911)
- Dr. Jekyll and Mr. Hyde (1913)
- Ivanhoe (1913)
- Shadows (1914)
- Absynthe (1914)
- The Eagle’s Eye (1918)
- The Man Who Stayed at Home (1919)
- The Cheater (1920)
- The Girl in the Taxi (1921)
- His Last Race (1921)

### Actor en el cinema sonor
- The Bad Sister (1931)
- El preu de Hollywood (1932)
- His Last Race (1932)
- The Big Flash (1932)
- Mississippi (1935)
- Boys Town (1938)
- The Philadelphia Story (1940)
- Come Live with Me (1941)
- The Big Store (1941)
- Honky Tonk (1941)
- Swing Fever (1943)
- Barbary Coast Gent (1944)
- The Clock (1945)
- Bud Abbott and Lou Costello in Hollywood (1945)
- The Postman Always Rings Twice (1946)
- Good News (1947)

### Director
- The Lie (1912)
- Cheated Love (1921)
- Luring Lips (1921)
- Nobody's Fool (1921)
- Moonlight Follies (1921)
- The Lavender Bath Lady (1922)
- Kissed (1922)
- A Dangerous Game (1922)
- The Darling of New York (1923)
- Gossip (1923)
- Crossed Wires (1923)
- The Whispered Name (1924)
- The Tornado (1924)
- The Gaiety Girl (1924)
- Raffles, the Amateur Cracksman (1925)
- The Home Maker (1925)
- Tumbleweeds (1925)
- Lovey Mary (1926)
- Perch of the Devil (1927)
- Down the Stretch (1927)
- The Notorious Lady (1927)
- The House of Scandal]' (1928)
- Romance of a Rogue (1928)